# Porta fidei
XVI. Benedek pápa a 2012-től meghirdettet Hit éve kezdete előtt, saját kezdeményezéséből megírja a Porta fidei, a Hít kapuja kezdetű apostoli levelét, mely a hit tartalmának mélyebb megismerése céljából született.

## A pápa szándéka
- A hit felfedezése, ápolása és tanúsítása.
- A II. Vatikáni zsinat, és annak gyümölcse a Katolikus Egyház Katekizmusa eredményeinek elmélyítése. Abból származó tanítások megerősítése, a tévgondolatok megelőzése.

## Időzítés
A 2011. október 11-én keltezett íratának a 4. pontjában jelzi, hogy egy év múlva 2012. október 11.-i nyitánnyal hirdeti meg a Hit évét, mely egyben a II. Vatikáni Zsinat megnyitásának 50. évfordulója. Egyben aznap emlékeznek meg a Katolikus Egyház Katekizmusának kiadásának 20. évfordulójára is. 

## Felosztása
Első rész a pápa buzdításai és elmélkedéseit tartalmazza a hit újrafelfedezéséről, ajánlott útjairól, példáival és akadályaival. A második rész a pápai levél 12. pontjában egy felkérés. Ebben a pápa a Hittani kongregációhoz fordul, készítsen a Hit évének mélyebb megélése szempontjából javaslatokat, lelkipásztori útmutatásokat.

### Az apostoli levél[1]
15 pontba szedett elmélkedés rögtön a bevezetésben Bibliából ídézi az (ApCsel 14.27) alapján a  "hit kapuja" kifejezést, és felvázolja azt az utat, amely elvezet az istennel való életközösségre.
- A 2. - 3. pontban megemlékezik a pápa a beiktatása napján mondott szentmiséjére, szorgalmazta akkor is, a hit erősítését, mert a hit alapú kultúra ma már a múlté, és a hitet magától értetődőnek tartják a keresztények. A hit erejének elvesztésére bőséges példázatot ad Krisztus hasonlatain keresztül - a só ízét veszti, és a véka alá rejtett világosság (Mt 5,13 - 16) -; a Krisztus keresésen át - szamariai asszony a kútnál találkozik az élő vízzel Krisztussal (Jn 4,14) vagy az Élet kenyerét adta tanítványainak (Jn 6,51) -; eljut a válaszadásig, olyan eledelért fáradozzunk, ami nem vész el és megmarad az örök életre (Jn 6,27). Mit kell ezért tenni? (Jn 6,28) Isten küldöttjére hallgatni (Jn 6,29).
- 4. - 5. pontban kifejti, hogy a Hit évének meghirdetése milyen előzményekkel járt, elhatározásának értelmét megjelőli a hit újra felfedezésében. Számba veszi elődei fáradozásait VI. Pál pápa 1967-ben hirdetett hit évét, és megemlíti Boldog II. János Pál pápa véleményét, hogy a II Vatikáni Zsinat az ezredfordulóra sem veszített semmit fényéből, és saját idézett szavaival zárja, megerősíti, hogy a zsinat helyes értelmezése egyre nagyobb erőt biztosít a megújuláshoz.
- 6. - 7. pont Krisztus ránk hagyományozott értékei szempontjából határozza meg a hívő hitét. Az Igazság Igéjének tanúságtétele, szüntelen megtisztulás, bűnbánat a krisztusi ártatlanság elérése érdekében. Akeresztényeket érő üldöztetések egy zarándokút, amiben a feltámadomadott ereje segít a nehézségeken át a bajok legyőzésében, végezetül teljes világosságában mutatkozik meg. A Hit éve a Megváltóhoz való meghívás. Az isteni szeretet a feltámadásban mutatkozott meg, ezért bár eltemetkezünk a keresztségben vele, hogy mi is az élet újdonságában járjunk. (Róm 6,4) Az önátadás mértékétől függően tisztulunk meg, és az átalakult élet a szeretet által tevékeny hit (Gal 5,6) a megértés és cselekvés új szempontja lesz.
- 8. - 9. pont buzdítás a világ püspökeinek, szerzeteseinek, plébániai közösségeinek a Hit évében az új egyházi közösség találjon módot a nyilvános hitvallásra:

1. a hitet erőteljesebben ünnepeljük a liturgiában,
2. a hívők tanúságtételének hihetőségének növelése,
3. a hit tartalmát felfedezni a megélt ünnepekben,
4. a hívő egyénileg válaszoljon a saját hit cselekvésére.

A hitvallás elfelejtésének kockázatára utal Szent Ágoston redditio symbol művére, amely egyik homiliája emlékezteti a hívőket, hogyha szívetekben megkaptátok, az elmétekben is állandóan őrízni kell, ágyban, tereken, étkezés sőt alvás közben is virrasztani kell a hitet.
- 10. - 11. A hit mélyebb tartalmáról és rendszerezéséről szól. A hit tartalmának ismerete nem elegendő, "egy keresztény soha nem gondolhatja, hogy a hit magánügy." Ha a szivet nem nyitja meg, akkor nem látunk mélyre, és nem értrjük Isten hirdetett szavának valóságát. A szív. a hitre jutás első aktusa, megigazulásra szolgál, a szájjal való megvallás üdvösségre (Róm 10.10). A keresztelkedéskor valljuk meg szájjal: "hiszek!", egy szabad döntés, hogy az Úrral tartok, félelem nélkül. Pünkösdkor pedig az egyház a mindenkihez szóló hirdetés természetét mutatja meg, melynek nyilvános természete van, és a szentlélek tesz képes bennünket misszióra. A hit rendszeres megismerésre a katolikus egyház katekizmusa adja.
- 12. -ban felkéri a Hittani Kongregációt állítson össza hívőknek irányelveket, a hit hatékonyabb megéléséhez.
- 13.-ban megjelöli kikre tekinthetünk példaként, Krisztusra, aki a hitet szerezte nekünk és beteljesítette (Zsid 12,2); Máriára, aki az angyal üzenetét elhitte és ÍIsten anyjává lett; az apostolokra akik mindenüket oda hagytak, mert hittek mesterükben Krisztusban; a vértanukra, akik hittel adták oda életüket; és férfiak, nőkre, akikcsaládukban, munkahelyen, közéletben vagy szolgálatban hívta el Jézus.
- 14.-pont a cselekvés példáját hozza, mit ér a hit ha nincsenek hozzá tettek? A szeretet nélküli hit pedig csak vergődő érzelem marad. A szeretet (karitasz) a legnagyobb a hit remény és szeretet hármassága közül (1kor 13,13) ugyanakkor szükségük van egymásra a hitnek a szeretetre, hogy utat adjon. A peremre szorult keresztényekben ismerhetjük fel Krisztus arcát, őket a legfontosabb támogatni. "Amit egynek tettetek a legkisebb közül, nekem tettétek!" (Mt 25,40).
- 15 pont Befejezésében felszólít ne legyünk hát lanyhák a hitben. Mindig csodálkozzunk rá mit tett az isten velünk. Szívet lelket megvilágosított emberre van szükség, ragaszkodjon az ember a hitéhez, mint gyermekkorában (2Tim 2,22 v.ö. 2Tim 3,15). Csak Krisztussal hiteles a Hit éve, ő az el nem múló szeretet biztosítéka. Bár szomorkodnunk is kell, mert kísértések érik az embert, szenvedést, gyengeséget is megélhet az ember, de ezek mind a titkok megértését, vigasztalást, amelyek a próbát kiállva értékesebb a veszendő aranynál és eléri a hit a végső célt, lelkünk üdvösségét. (1Pt 1,6-9) Mert amikor gyönge vagyok, akkor vagyok erős (2Kor 12,10) Krisztus ekkor jelen van és legyőzi a Sátánt (vö. Lk 11,20).

### A Hittani Kongregáció javaslatai és útmutatásai
A bevezetésben összefoglalja a pápa apostoli levelének a hit évére tett gondolatait. Ezután a javaslatokat az egyetemes egyház; Püspöki konferenciák; egyházmegyei; plébániák, közösségek, egyesületek, mozgalmak szintjein konkrét javaslatokat, hasznosságokat, helyszíneket, tanulmányozásra váró iratokat jelölnek meg. Az iratot 2012 január 6.-án dátumozza William Card. Levada prefektus, és Luis F. Ladaria, SJ thibicai c. érsek és titkár.